# Mercedes D.IV
Il Mercedes D.IV era un motore aeronautico a 8 cilindri in linea a liquido prodotto dall'azienda tedesco imperiale Daimler-Motoren-Gesellschaft negli anni dieci del XX secolo.
Derivato dal precedente D.III venne prodotto in un limitato numero di unità a causa, a differenza del predecessore, della sua scarsa affidabilità.

## Storia del progetto
Durante le prime fasi della prima guerra mondiale la necessità di costruire velivoli sempre più robusti e veloci era subordinata alla disponibilità di unità motrici in grado di erogare una potenza sempre maggiore. In quest'ambito, anche per poter realizzare un progetto velocemente avviabile alla produzione in serie, l'ufficio di progettazione della Daimler sviluppò un nuovo modello basandosi sul precedente D.III a sei cilindri che aveva dato ottimi risultati. Mantenendo la stessa architettura in linea, allungando il basamento, riutilizzando sostanzialmente gli stessi elementi tranne l'albero a gomiti che risultava di maggior lunghezza.
Quest'ultimo componente però determinò in modo negativo l'affidabilità e la longevità del motore, da imputarsi principalmente alla sua fragilità in quanto, durante il funzionamento, produceva delle controproducenti vibrazioni che si scaricavano fino alla sua rottura anche per la sua eccessiva lunghezza.
Ben presto fu sostituito da un motore completamente ridisegnato, il D.IVa a 6 cilindri.
Quest'ultimo non aveva alcuna parentela con il IV in quanto la denominazione si deve alla classificazione, allora in uso in Germania, basata su gruppi di potenza erogata e non sul numero progressivo di produzione.

## Velivoli utilizzatori
Impero tedesco -  Germania
- AEG C.V
- AEG G.III
- AEG G.IV
- AEG G.V
- AEG R.I
- AGO C.VIII
- Albatros C.V
- Gotha G.II